# Hourman (Rex Tyler)
Hourman (Rex Tyler) es un personaje ficticio, un superhéroes que aparece en los cómics publicados por DC Comics. El personaje fue el primero de tres en portar el nombre de Hourman, comenzó como uno de los miembros fundadores de la Sociedad de la Justicia de América en 1940 junto con Flash, Linterna Verde, El Espectro, El Átomo, Doctor Fate, Hombre Halcón y Sandman.
Rex Tyler hizo su debut de acción en vivo en la primera temporada de Legends of Tomorrow antes de convertirse en estrella invitada en la segunda temporada, interpretado por Patrick J. Adams. Rex Tyler también apareció en la primera temporada de la serie Stargirl de DC Universe interpretado por Lou Ferrigno Jr.

## Historia de la publicación
Rex Tyler fue el primer personaje en portar en nombre de Hourman, el personaje fue creado por Ken Fitch y el dibujado por Bernard Baily en Adventure Comics #48 Origin of the Hourman (abril de 1940), durante la Edad de Oro de los Cómics.
En marzo de 1940, DC Comics publicó las aventuras de Hourman, En los años siguientes Hourman aparecería regularmente en los cómics, apareciendo también en All Star Comics desde el primer número cuando se creó esta revista con el primer equipo de superhéroes la Sociedad de la Justicia de América él estaba ahí como miembro fundador con muchos otros héroes, pero fue sustituido por Starman en el número #8 (diciembre de 1941). En febrero de 1943 sus publicaciones se detienen y el personaje no volvió aparecer en los años siguientes.

## Biografía del personaje ficticio
El científico Rex Tyler fue criado en Nueva York, desarrollando una afinidad por la química, en particular la bioquímica. Mientras estudiaba en la universidad, consiguió un trabajo investigando vitaminas y suplementos hormonales en Bannermain Chemical. Una serie de descubrimientos y accidentes lo llevaron a la "vitamina milagrosa" Miraclo. Descubrió que las dosis concentradas del "miraclo" administradas a los ratones de prueba aumentaron su fuerza y vitalidad varias veces más que lo normal, pero solo durante una hora. Después de tomar una dosis él mismo, Rex descubrió que podía tener una fuerza y velocidad sobrehumanas durante una hora, antes de volver a los niveles humanos.
Manteniendo en secreto el descubrimiento de Miraclo, Tyler decidió que las pruebas humanas se limitarían al único sujeto en el que podía confiar: él mismo. Sintiendo que las habilidades inducidas por Miraclo deberían usarse para buenos propósitos, decidió usar las habilidades para ayudar a los necesitados; en otras palabras, se convertiría en un superhéroe, radicado en Appleton City. Recibió su primera misión colocando un anuncio que decía que "El hombre del momento" ayudaría a los necesitados. Al rastrear a un respondedor del anuncio, ayudó a un ama de casa cuyo esposo se estaba juntando con la multitud equivocada y detuvo un robo. Usando un disfraz que encontró en una tienda de disfraces abandonada, comenzó a aventurarse como The Hour-Man, pero luego lo cambió a Hourman. Comenzó publicando un anuncio en el periódico que decía que El hombre de la hora ayudaría a cualquiera que lo necesitara. La primera aventura que realizó como superhéroe fue cuando una mujer se puso en contacto con él para evitar que su marido se topara con la multitud equivocada. Durante ese tiempo detuvo su primer robo. En noviembre de 1940, se convirtió en uno de los miembros fundadores del primer equipo de superhéroes, la Sociedad de la Justicia de América. Después de dejar la JSA a mediados de 1941, Tyler se convirtió en uno de los grupos iniciales de Combatientes de la Libertad (Freedom Fighters) del Tío Sam. Más tarde se convirtió en parte del All-Star Squadron.
Según la Enciclopedia de superhéroes de la Edad de Oro de Jess Nevins, "Hourman lucha contra una variedad de doctores: el robot Dr. Darrk, el hipnotizador Dr. Feher, el genio cabezón Dr. Glisten, el ocultista y alquimista Dr. Iker; y el bioingeniero Dr. Togg. También está el Hombre de los 90 Minutos, que gana poderes parecidos a los de Hourman durante 90 minutos gracias a su armadura de radio".
Tyler decidió que el único confiable para conocer la droga y en el que podía confiar: era él mismo. Hourman fue uno de los muchos héroes cuya popularidad comenzó a declinar en los años de la posguerra. Finalmente, sus aventuras terminaron. Sin embargo, con el resurgimiento de los súper héroes a mediados de la década de 1950 y principios de la década de 1960, el interés por los héroes en la Edad de Oro regresó y Hourman pronto apareció como una estrella invitada en temas de Justice League of America. Al igual que todos los demás Golden Agers, ahora era considerado un viejo estadista del conjunto de súper héroes.
A diferencia de otros héroes de la Edad de Oro, su personaje seguirá creciendo para ser cada vez más complejo. La idea de que Miraclo era adictivo, combinado con la sugerencia de que el propio Tyler era adicto a la lucha contra el crimen, convirtió a Hourman en uno de los primeros cuentos morales de superhéroes. Rex continuaría luchando contra sus adicciones durante el resto de sus apariciones. Su personaje aparentemente fue asesinado junto con otros héroes de la Edad de Oro que luchaban contra un villano que viajaba en el tiempo llamado Extant, durante la crisis de Hora Cero, cuando Extant aumentó la tasa temporal de Rex para envejecerlo hasta la muerte. Fue rescatado de ese destino por el tercer Hourman y puesto en una dimensión de bolsillo llamada Timepoint. Rex permanecería allí durante una hora, pero ese tiempo solo pasaría cuando fuera visitado por su hijo, luego de lo cual Rex tendría que regresar al enfrentamiento con Extant para que la historia se desarrollara como lo había hecho. Durante un tiempo, Rick usó esto para hablar con Rex sobre varios temas, desde sus propios problemas con la relación pasada entre él y Rex, sus problemas personales con su adicción al juego, o incluso pedirle consejo a Rex para lidiar con la última trama de Ultra-Humanidad después de poseer a Johnny Thunder y tomar el poder del Thunderbolt para sí mismo. 
Sin embargo, cuando Rick fue herido en una pelea con Némesis, se transfirió al Timepoint y colocó su reloj de arena infundido con taquiones (uno de los componentes que le permitía viajar a esa dimensión de bolsillo) alrededor del cuello de su padre. Rex fue enviado de regreso en el papel de Hourman hasta que el androide Hourman regresó para llevar a la JSA al Timepoint y recuperar a Rick. Cuando el Timepoint terminó justo cuando las heridas de Rick habían sido tratadas, Rick y Rex lucharon para tratar de regresar a la Hora Cero, pero el androide Hourman tomó su lugar en esa batalla. Rex ahora vive semirretirado con su esposa Wendi, señalando que tenía la intención de reconstruir su relación con Wendi y también trabajar en la reconstrucción del androide Hourman basado en sus piezas restantes. Rex tiene su antiguo disfraz de Hourman y un cuenco lleno de Miraclo dentro de un compartimiento secreto del reloj de pie en su dormitorio que se abre cuando ambas manecillas se giran a las 12.
Debido a la naturaleza adictiva de Miraclo (más tarde inventó una fórmula no adictiva), la forma en que Hourman accedió a sus poderes cambió algo con el paso de los años. En un momento de su carrera, usaría una linterna de luz negra (similar a la de Linterna Verde de la Edad de Oro) que activaría un residuo de Miraclo aún en su cuerpo. Más tarde, en JSA (Vol. 2), Johnny Quick teorizó que su poder provenía de los metagenes de Rex, y que se podía acceder a él sin la necesidad de Miraclo. Rex usó el mantra "Hombre de la Hora" que le enseñó Quick (quien usó un mantra similar para acceder a sus propios poderes) para ganar su fuerza y velocidad, aunque aún estaban limitados a una hora.
Más tarde, Rex brinda soporte técnico para el nuevo equipo JSA All-Stars, del cual su hijo era miembro, ayudándolos a armar su nueva sede. Está disfrutando de una jubilación parcial con su esposa, Wendi.
En la secuela de "Watchmen", "Doomsday Clock", Lois Lane encuentra una memoria USB entre el desorden mientras está en el Daily Planet. Muestra sus imágenes de Hourman y el resto de la Sociedad de la Justicia.
Durante la historia de "Dark Nights: Death Metal", Hourman se encuentra entre los superhéroes que Batman revivió usando un anillo Black Lantern.

## Poderes y habilidades
Todas las habilidades que posees Rex Tyler son derivadas del uso del Miraclo, el cual le otorga poderes por solo una hora haciendo que se convierta en el superhéroe conocido como Hourman. El ingrediente activo es una forma especial de fósforo, que se une temporalmente con el ATP en las células musculares para crear un "Adenosina Quad-Fosfato" que energiza las células. Las habilidades que el Miraclo de la son:
- Fuerza sobrehumana
- Durabilidad sobrehumana
- Resistencia sobrehumana
- Agilidad sobrehumana
- Visión nocturna
- Capacidad para respirar bajo el agua

### Debilidades
Los efectos de la droga desaparecen después de una hora y toma 24 horas eliminar todas las toxinas de su cuerpo.

### Equipamiento
Anillo de gas lacrimógeno: Durante sus primeras aventuras, Hourman usó un anillo capaz de emitir un gas lacrimógeno para vencer a sus enemigos

## Otras versiones

### Tierra 21
- Rex fue asesinado junto con cuatro agentes de policía que lo perseguían; después de continuar operando como un superhéroe a pesar de que el presidente Eisenhower había emitido una orden de arresto. Después de su muerte, la Justice Society recibió la opción de disolver y colgar sus capas o registrar sus identidades con el gobierno; ellos eligieron disolverse

## En otros medios

### Televisión

#### Acción en vivo
- Rex Tyler aparece en la serie de acción en vivo Legends of Tomorrow interpretado por Patrick J. Adams. Aparece en el episodio "Legendary" de la temporada 1 y "The Justice Society of America" de la temporada 2. El era el líder de la Sociedad de la Justicia de América y un superhéroe conocido como Hourman. En algún momento Rex encontró a un grupo de viajeros del tiempo conocido como los Legends y se convirtió en un aliado de confianza de ellos. También se encontró con el viajero del tiempo renegado Eobard Thawne (Flash-Reverso o Profesor Zoom), y luchó contra él varias veces. Durante un encuentro vio a todos los miembros Legends muertos excepto Mick Rory (Ola de Calor), Hourman descubrió los planes de Flash-Reverso. Según las instrucciones de Mick, Hourman tomó la Waverider y viajó a través del tiempo hasta 2016. Su intención era detener a los Legends de llegar en 2016 y detener los planes de Flash-Reverso. Debido a que Flash-Reverso lo mató en la línea de tiempo de 1942 sucedió una la ruptura en la línea de tiempo y la mayoría de estos eventos nunca sucedió en el tiempo actual. De alguna manera, esta versión de Rex se mantuvo lo suficiente como para advertir a los Legends. Tiempo después Chocó la Waverider en Star City durante el mayo de y se acercó al equipo. Después de confirmar su paradero, se presentó y les advirtió que no subieran a la nave o todos morirían y reveló que fue enviado por un Mick del futuro. Aunque escépticos en creerle, Rex intentó acentuar las consecuencias de viajar allí, pero de repente se desvaneció de la existencia dejando en confusión a los Legends. En algún momento después de unirse al equipo, Rex desplegó a la sociedad en una misión para traer a un grupo de individuos que se hicieron pasar por agentes del gobierno. Después de que regresaran con el grupo en custodia Rex supo que el grupo se atribuyó a conocerlo y que eran viajeros del tiempo. Más tarde les interrogó y después de escuchar su historia, los soltó, y ordenó al equipo salir de 1942 antes de salir en una misión dada a la sociedad por el presidente. Poco después, tras que la misión saliese mal, mandó a su equipo recuperar un amuleto de los nazis. Esa misión acabó con Vixen (Amaya jiwe) y Ray Palmer atrapados por los nazis, pero finalmente, el amuleto y los dos justicieros fueron rescatados y Rex se dirigió a poner a salvo la pieza recuperada. Sin embargo, el velocista y viajero del tiempo Flash-Reverso apareció, recuperando el amuleto y borrando a Rex de la línea del tiempo, atravesándolo con su mano vibrando. Amaya intentó salvarlo, pero Rex murió en sus brazos. Rex es mencionado en los episodios "Out of Time", "Shogun", "Compromised" (foto y mencionado), "The Chicago Way","Invasion!", "The Legion of Doom", "Turncoat", "Camelot/3000" y "Moonshot"[17]
- Rex Tyler aparece en la serie Stargirl de DC Universe, interpretado por Lou Ferrigno, Jr.[18] Esta versión usa un amuleto de reloj de arena especial que les da superpoderes durante una hora completa. Diez años antes de la serie, Rex estaba con la Sociedad de la Justicia cuando la Sociedad de la Injusticia atacó su sede; luchando contra Tigresa y Mago. Habiendo sobrevivido al ataque, él y su esposa Wendi rastrearon a la Sociedad de la Injusticia hasta Blue Valley antes de que murieran en un accidente automovilístico causado por Solomon Grundy; dejando atrás a un hijo, Rick Tyler, que tomaría el manto y el amuleto de su padre para vengar a sus padres.

#### Animado
- Rex apareció en la serie animada Batman: The Brave and the Bold en el episodio "The Golden Age of Justice!", con la voz de Lex Lang. Esta versión utiliza un dispositivo con forma de reloj de arena para alimentar sus poderes en lugar de Miraclo. Aparece como miembro de una Sociedad de la Justicia envejecida.

### Película
En Justice League: The New Frontier, Superman le menciona brevemente a Wonder Woman que Hourman está muerto; Superman probablemente se refería a la versión de Rex Tyler. Hourman también se ve en los créditos iniciales de la película, que muestran cómo muere (siendo perseguido por agentes de policía en los tejados, debido a la prohibición de los vigilantes, y cae y muere). En el cómic original de New Frontier, se revela que Hourman está vivo y retenido por el gobierno. Esta secuencia no está en la adaptación.

### Parodia
- Rex Tyler apareció en el episodio de Robot Chicken, "Tapping a Hero" con la voz de Seth Green. Él estaba promocionando una píldora para la disfunción eréctil que garantizaba que "usted es un hombre de una hora, ¡como yo!" Un descargo de responsabilidad cita "Si se convierte en Four-Hourman, consulte a un médico".